# Симферопольская мужская казённая гимназия
Таврическая губернская гимназия, Симферопольская мужская казённая гимназия императора Александра Благословенного — первая гимназия в Таврической губернии открытая в 1812 году в Симферополе.

## История
В 1812 году в одном доме с Народным училищем, располагавшимся в доме бывшего подполковника Таврической областной прокуратуры Д. Лесли, профессором О. П. Дегуровым на собственные средства, была открыта первая в Крыму гимназия. Обучение в ней первоначально было 3-хлассным. Она размещалась на Султанском лугу на правом берегу реки Салгир, затем она переехала в здание в переулке Фабра (ныне переулок Совнаркомовский) на левом берегу. К берегам реки спускался гимназический ботанический сад, саженцы растений были подарены основателем Никитского ботанического сада Х. Х. Стевеном, сыновья которого обучались в гимназии. Через некоторое время по распоряжению губернатора А. М. Бороздина для гимназии был приобретён дом у княгини Горчаковой. В 1841 году гимназия переехала в каменное двухэтажное здание по Екатерининской улице — бывший особняк генерал-майора Феодосия Равелиотти был специально куплен для неё казной..
Первым директором гимназии, в 1812—1837 годах, был Ф. П. Заставский. После него, в 1838—1854 годах, её возглавлял Алексей Васильевич Самойлов. В годы Крымской войны гимназия была закрыта, в её здании гимназии был размещён военный госпиталь, в котором работал выдающийся хирург Н. И. Пирогов. Учащиеся были переведены в Херсонскую гимназию.
С декабря 1865 по 1869 год директором гимназии (по должности директора училищ Таврической губернии) был Е. Л. Марков — весьма известный в Крыму человек, этнограф, краевед, писатель, автор «Очерков о Крыме». Министр народного просвещения граф Д. А. Толстой 15 сентября 1875 года отметил гимназию как одно из лучших учебных заведений Одесского учебного округа. 
В 1879 году директором был назначен Г. И. Тимошевский, состоявший членом-корреспондентом Императорского московского археологического общества. Он организовал и возглавил созданный в гимназии археологический кружок, при котором был открыт музей для сохранения археологических находок. В августе 1886 года начали проводиться массовые учебные экскурсии учеников старших классов гимназии; роль экскурсоводов выполняли, в основном, преподаватели гимназии А. И. Маркевич, преподаватель истории и географии Ф. Ф. Лашков , учителя и при этом археологи и этнографы Х. П. Ящуржинский и А. О. Кашпар. Во время проведения экскурсий преподавателями и гимназистами делались сообщения; содержащиеся в них  материалы были посвящены различным аспектам крымоведения, но особое внимание уделено вопросам истории, археологии и этнографии Крыма. Напечатанные в 1888—1890 годах отчёты об этих экскурсиях стали ценными краеведческими сборниками. Большинство педагогов сотрудничало в Таврической ученой архивной комиссии. Учащиеся гимназии в свободное от обязательных занятий время занимались не только историей и археологией; в гимназии были свой струнный оркестр и хор, постоянно устраивались литературно-музыкальные вечера, на которые приглашались все желающие жители Симферополя. В 1891 году Тимошевский был переведён на должность директора Мариупольской Александровской гимназии и до 1918 года директором гимназии был выпускник историко-филологического факультета Новороссийского университета С. Ф. Коропачинский.

20 лет преподавал исследователь древностей Крыма, караимский ученый-просветитель И. И. Казас; здесь преподавали И. П. Деркачев — украинский писатель, автор многих учебников и книг для детей, в том числе «Украинской грамматики для начального обучения»; Д. И. Менделеев (1855). Доктором гимназии в это время был один из образованнейших и интереснейших людей Симферополя — Н. В. Плешков, у которого бывал артиллерийский подпоручик Лев Толстой. Более 25 лет, с 1 июля 1883 года, учителем русского языка и словесности работал в гимназии А. И. Маркевич.
- Преподаватели Симферопольской казенной гимназии
- Евгений Львович Марков
(1835—1903)
- Илья Ильич Казас
(1832—1912)
- Дмитрий Иванович Менделеев
(1834—1907)
- Хрисанф Петрович Ящуржинский
(1852—1923)
- Арсений Иванович Маркевич
(1855—1942)

В 1900—1910-е годы при директоре С. Ф. Коропачинском, в гимназии преподавала новая плеяда педагогов. Статский советник Леонид Васильевич Жирицкий, окончивший Петербургский историко-филологический институт преподавал русский язык, словесность и пропедевтику философии. Преподавателем древних языков был статский советник Густин Анастасьевич Грищинский. Преподавателем истории служил инспектор, статский советник Александр Игнатьевич Сеницкий, выпускник историко-филологического факультета Новороссийского университета. Николай Иванович Александров был учителем физики и математики; надворный советник Митрофан Всеволодович Смирнов — учителем географии. Дмитрий Фёдорович Игнатенко — учитель закона Божьего и настоятель Александро-Невской гимназической церкви. Французский язык преподавала Ольга Евгеньевна Усольцева, в 1908 году окончившая специальный класс учительниц французского языка Ведомства учреждений императрицы Марии и получив право на преподавание иностранных языков.
В 1918—1921 годах директором был Леонид Владимирович Жирицкий. В годы Гражданской войны в гимназических классах снова разместился госпиталь, а затем штаб 9-го полка 3-й Крымской дивизии. 
История крымских гимназий завершилась 27 ноября 1920 года, когда Крымревком издал приказ № 57 о перестройке работы учебных заведений Крыма. Гимназия была преобразована сначала в семилетнюю Симферопольскую опытную школу № 1, затем в среднюю общеобразовательную школу № 1. Существующая в настоящее время гимназия носит имя И. В. Курчатова.

## Директора
- 1812—1837 год  Фёдор Петрович Заставский
- с 31.12.1865: Евгений Львович Марков
- с 24.01.1870: статский советник Владимир Никитович Даль
- с 30.10.1876: надворный советник Константин Андреевич Пятницкий
- с 01.01.1878: надворный советник Николай Фёдорович Свешников
- с 27.10.1879: статский советник Григорий Иванович Тимошевский
- с 19.09.1891 по 1918: статский советник Семён Фёдорович Коропачинский

## Известные выпускники
В разные годы гимназию окончили: Владимир Альмендингер (1913), Николай (1849, с отличием) и Андрей (1909) Арендты, Константин Виноградов, Генрих Графтио (1888), Николай Державин (1896, с золотой медалью), Василий Иванов (1880, с серебряной медалью), Борис Казас (1881, с серебряной медалью), Александр Кесслер (1877), Игорь Курчатов (1920), Александр (1882, с золотой медалью) и Сергей (1887) Лаппо-Данилевские, Евгений Медынский(1903, с золотой медалью) Мелкон Мурзаев (1877), Сергей Никонов (1882), Александр Спендиаров (1890), Александр Стевен (1861, с золотой медалью), Алексей Сергеев (1905), Севастьян Танатар (1867, с серебряной медалью), Гавриил Тихов (1893), Николай Тринклер (1877, с золотой медалью), Леопольд Хюбнер (1848), Фёдор Цомакион (1865), Александр Эшлиман (1858, с золотой медалью), Пётр Юрченко (1865, с серебряной медалью).